# Au (Breisgau-Felső-Feketeerdei járás)
Au település Németországban, azon belül Baden-Württembergben. Lakosainak száma 1505 fő (2023. december 31.).

## Népesség
A település népessége az elmúlt években az alábbi módon változott:
| Lakosok száma | 764  | 1387 | 1431 | 1471 | 1479 | 1491 | 1505 |
|               | 1975 | 2014 | 2017 | 2019 | 2021 | 2022 | 2023 |